# Ichthyophthirius multifiliis
Ichthyophthirius multifiliis là một loài ký sinh trùng của cá nước ngọt gây bệnh thường được gọi là bệnh đốm trắng hoặc Ich. Ich là một trong những bệnh phổ biến và dai dẳng nhất ở cá. Nó xuất hiện trên cơ thể, vây và mang cá như những nốt trắng lên đến 1 mm, trông giống như những hạt muối trắng. Mỗi đốm trắng là một ký sinh trùng được bao bọc. Nó dễ dàng lây lan bằng các thiết bị trong hồ hoặc ao nuôi khác và với những con cá đã mắc bệnh. Khi mầm bệnh vào hồ hay ao cá, chúng sẽ sinh sản nhanh và nếu không chữa trị kịp thời, khả năng cá chết là 100%. Nhưng khi chữa trị thì sẽ tốn nhiều chi phí như mất cá, công sức hay hóa chất.
Các động vật nguyên sinh này gây tổn hại đến mang và da khi nó đi vào các mô, dẫn đến loét và mất da. Tiếp đến là cá sẽ bị nhiễm trùng rồi nhanh chóng dẫn đến tử vong. Ở mang, chúng làm giảm hiệu suất hô hấp của cá bằng cách làm giảm lượng oxi hấp thụ khiến chúng không thể chịu được nồng độ oxi thấp.
Đốm trắng không có ở trong hồ.

## Chu kì sống
Chúng sống theo chu kì:
Giai đoạn 1: Mầm bệnh là sinh vật đơn bào tiếp cận cơ thể cá rồi bám vào da hoặc mang rồi ăn một mẩu nhỏ ở đó và rơi ra ngoài
Giai đoạn 2: Sau khi rơi ra, chúng bám vào bất kì thứ gì có trong ao hay bể cá
Giai đoạn 3: Tiếp đến, chúng phân đôi 10 lần rồi bắt đầu tấn công sinh vật
Vòng đời này phụ thuộc nhiều vào nhiệt độ nước và toàn bộ chu kỳ sống mất khoảng 7 ngày ở 25 °C (77 °F) đến 8 tuần ở 6 °C (43 °F).